# Zebulon (Géorgie)
Pour les articles homonymes, voir Zebulon.
Zebulon est une ville de Géorgie, aux États-Unis. Il s'agit du siège du comté de Pike.

## Démographie
| 1880 | 1890 | 1900 | 1910 | 1920 | 1930 |
| ---- | ---- | ---- | ---- | ---- | ---- |
| 245  | 315  | 361  | 602  | 629  | 576  |

| 1940 | 1950 | 1960 | 1970 | 1980 | 1990  |
| ---- | ---- | ---- | ---- | ---- | ----- |
| 543  | 539  | 563  | 776  | 995  | 1 035 |

| 2000  | 2010  | - | - | - | - |
| ----- | ----- | - | - | - | - |
| 1 181 | 1 174 | - | - | - | - |